# Trial and Error
Trial and Error (bra: Advogado por Engano; prt: Vigaristas à Solta) é um filme estadunidense de 1997, do gênero comédia romântica, dirigido por Jonathan Lynn e estrelado por Michael Richards, Jeff Daniels e Charlize Theron. 

## Sinopse
Advogado de prestígio (Daniels) sofre acidente às vésperas de um julgamento em outra cidade e pede a seu melhor amigo, o ator atrapalhado (Richards), que finja ser ele no tribunal. Claro que isso não pode dar certo.

## Elenco
| Ator/Atriz          | Personagem                     |
| ------------------- | ------------------------------ |
| Michael Richards    | Richard Rjetti                 |
| Jeff Daniels        | Charlie Tuttle                 |
| Charlize Theron     | Billie Tyler                   |
| Jessica Steen       | Elizabeth Gardner              |
| Austin Pendleton    | Juiz Paul Z. Graff             |
| Rip Torn            | Benjamin Matthew "Benny" Gibbs |
| Alexandra Wentworth | Tiffany Whitfield              |
| Jennifer Coolidge   | Jacqueline "Jackie" Turreau    |
| Lawrence Pressman   | Whitfield                      |
| Dale Dye            | Dr. German Stone               |
| Max Casella         | Dr. Brown                      |